# Galos, noites e quintais
Galos, noites e quintais é uma canção composta por Belchior, que a gravou no álbum Coração Selvagem, de 1977, mas que fez sucesso na voz de Jair Rodrigues, atingindo o topo das paradas.

## Curiosidades
- Esta era a música preferida de Chico Anysio, que chegou a cantá-la, no programa Sr. Brasil, de Rolando Boldrin,[4] que foi ao ar em dezembro de 2006.[5]